# Jure Kocjan
Jure Kocjan (ur. 18 października 1984 w Jesenicach) – słoweński kolarz szosowy.
W 2016 roku został zdyskwalifikowany na cztery lata za wykrycie EPO w próbce pobranej z jego organizmu w 2012 roku.

## Najważniejsze osiągnięcia
2005
- 1. miejsce na 1. etapie Istrian Spring Trophy

2006
- 2. miejsce w Grand Prix Kooperativa
- 2. miejsce w Trofeo Internazionale Bastianelli
- 2. miejsce w Trofeo Gianfranco Bianchin
- 1. miejsce w Tour of Vojvodina

2007
- 3. miejsce w Trofeo Zsšdi
- 2. miejsce w Belgrade Banja Luka II

2008
- 1. miejsce na 2. i 6. etapie Vuelta a Cuba
- 4. miejsce w Neuseen Classics – Rund um die Braunkohle
- 2. miejsce w GP Kranj
- 8. miejsce w Tour of Qinghai Lake
  - 1. miejsce na 8. etapie
- 2. miejsce w Rund um die Nürnberger Altstadt

2009
- 2. miejsce w Étoile de Bessèges
  - 1. miejsce na 3. etapie
- 2. miejsce w mistrzostwach Słowenii (start wspólny)
- 5. miejsce w Tour of Qinghai Lake
  - 1. miejsce na 2. i 7. etapie

2010
- 2. miejsce w Gran Premio di Lugano
- 1. miejsce w Grand Prix Pino Cerami
- 5. miejsce w Neuseen Classics – Rund um die Braunkohle
- 4. miejsce w Gran Premio Industria e Commercio Artigianato Carnaghese

2011
- 4. miejsce w Grand Prix d'Ouverture La Marseillaise
- 2. miejsce w Gran Premio Regio Insubrica
- 4. miejsce w Gran Premio di Lugano
- 4. miejsce w Strade Bianche
- 2. miejsce w Flèche d'Emeraude
- 5. miejsce w Philadelphia International Cycling Classic
- 4. miejsce w GP Kranj
- 6. miejsce w Tour du Limousin
- 6. miejsce w Gran Premio Industria e Commercio Artigianato Carnaghese

2014
- 2. miejsce w Philadelphia International Cycling Classic
- 1. miejsce w Grand Prix Cycliste de Saguenay
  - 1. miejsce na 4. etapie

2015
- 2. miejsce w Winston-Salem Cycling Classic
- 1. miejsce na 2. etapie Tour of Utah